# Lago Louise (Alaska)

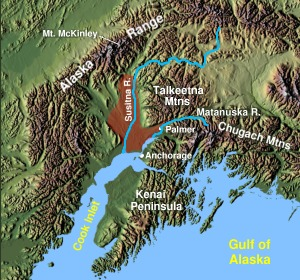

Il lago Louise è un lago nel Borough di Matanuska-Susitna (Alaska, Stati Uniti) a circa 260 km da Anchorage.

## Etimologia
Il nome originale è Shosubenich che significa "grande acqua piatta con molte isole". Il nome inglese è stato dato dal capitano Edwin Glenn in onore di sua moglie.

## Geografia fisica
Il lago è molto isolato; la cittadina più vicina, Glennalle dista a 70 km percorrendo l'autostrada Glenn fino ad un bivio poco prima di Mendeltna, quindi con altri 32 km si arriva sul lato sud del lago. Da un punto di vista geografico è al centro di una pianura circondata da quattro grandi catene montane: i monti Chugach a sud, i monti Talkeetna a ovest, la catena dell'Alaska (Alaska Range) a nord e i monti Wrangell a est.

## Turismo
Il lago che ospita l'area di svago Lake Louise State Recreation Area è molto frequentato in estate. La fauna è molto varia e la pesca è considerata eccellente.

## Altre informazioni
Nel censimento del 2010 il lago risultava abitato da 46 persone.

## Alcune immagini del lago

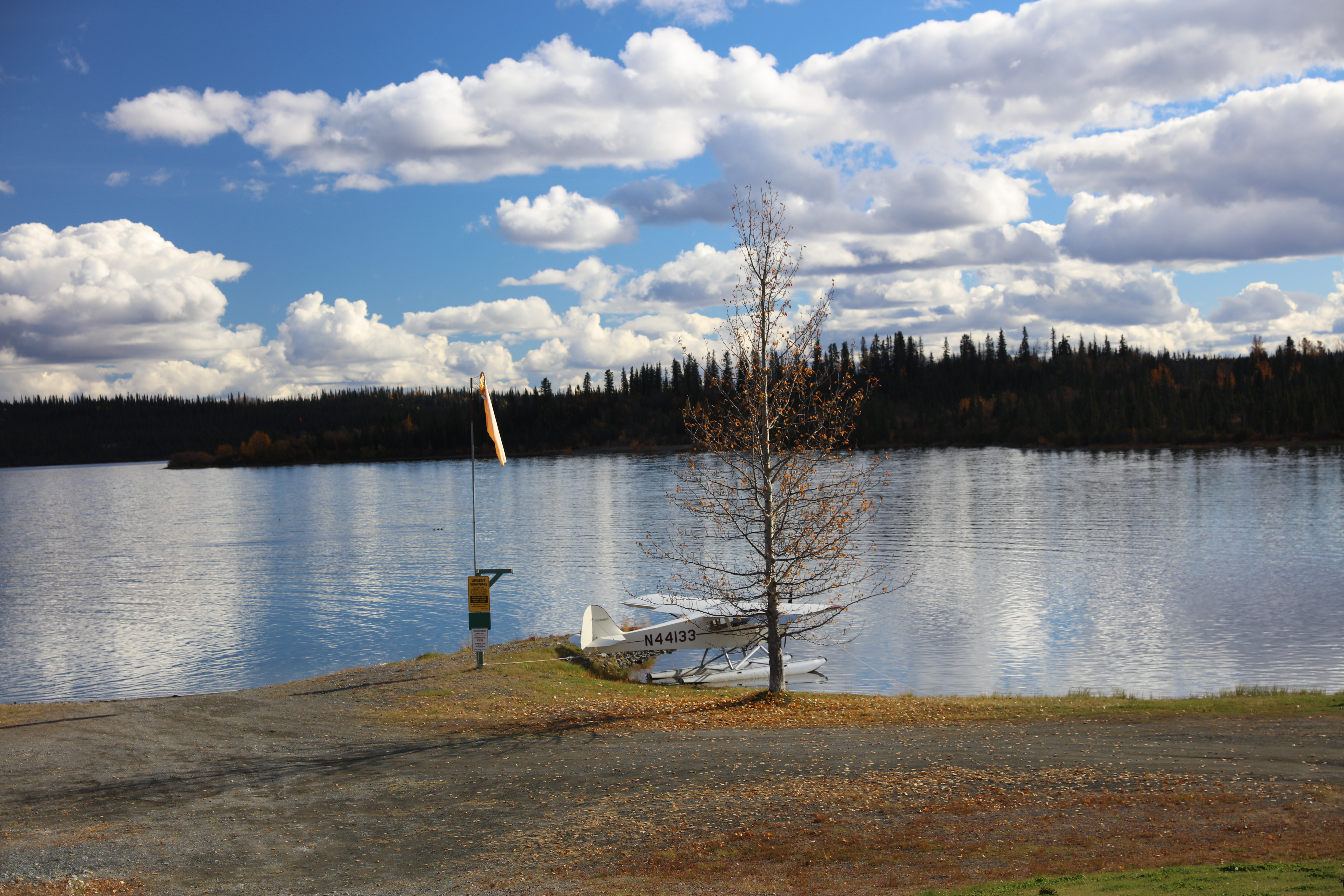
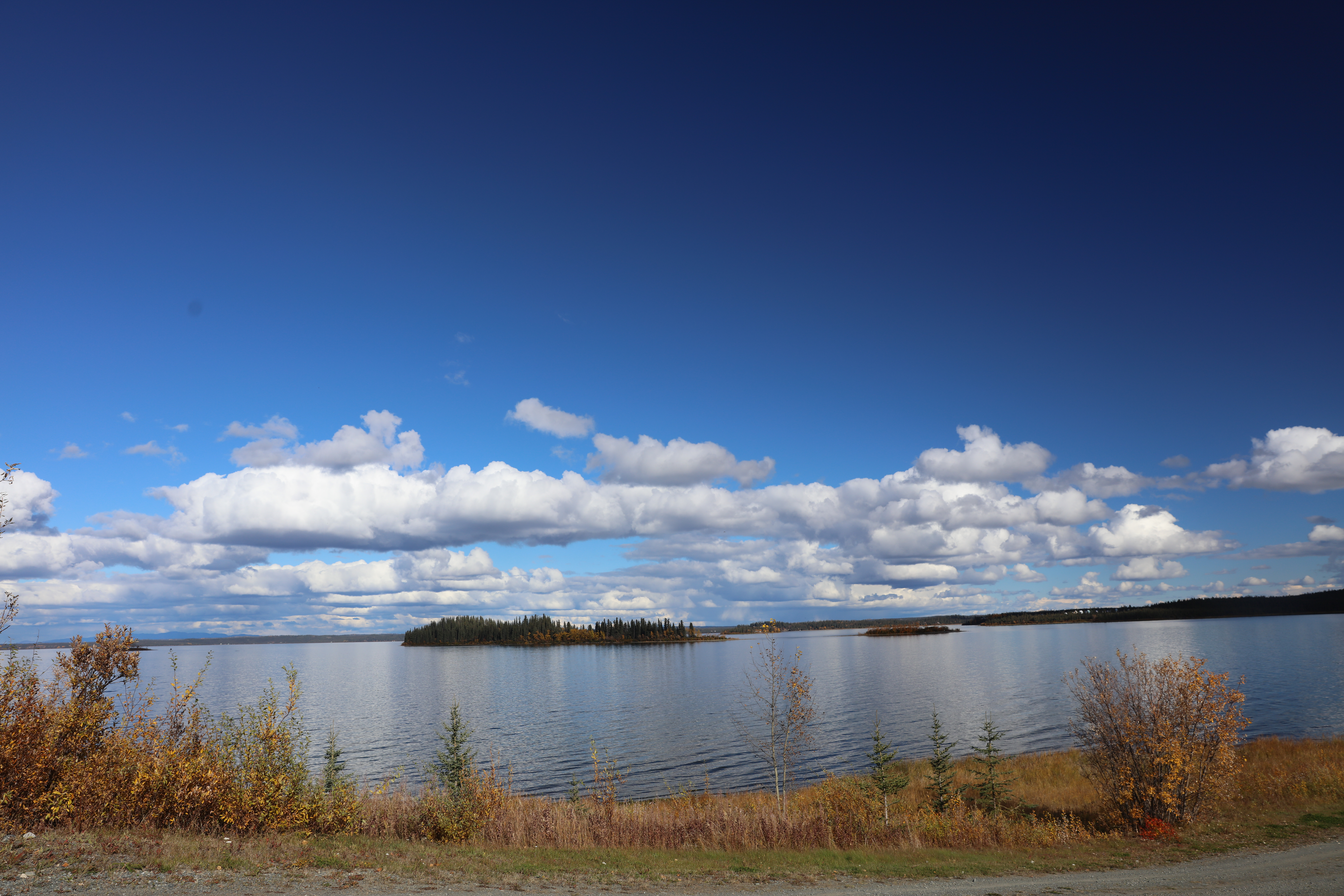
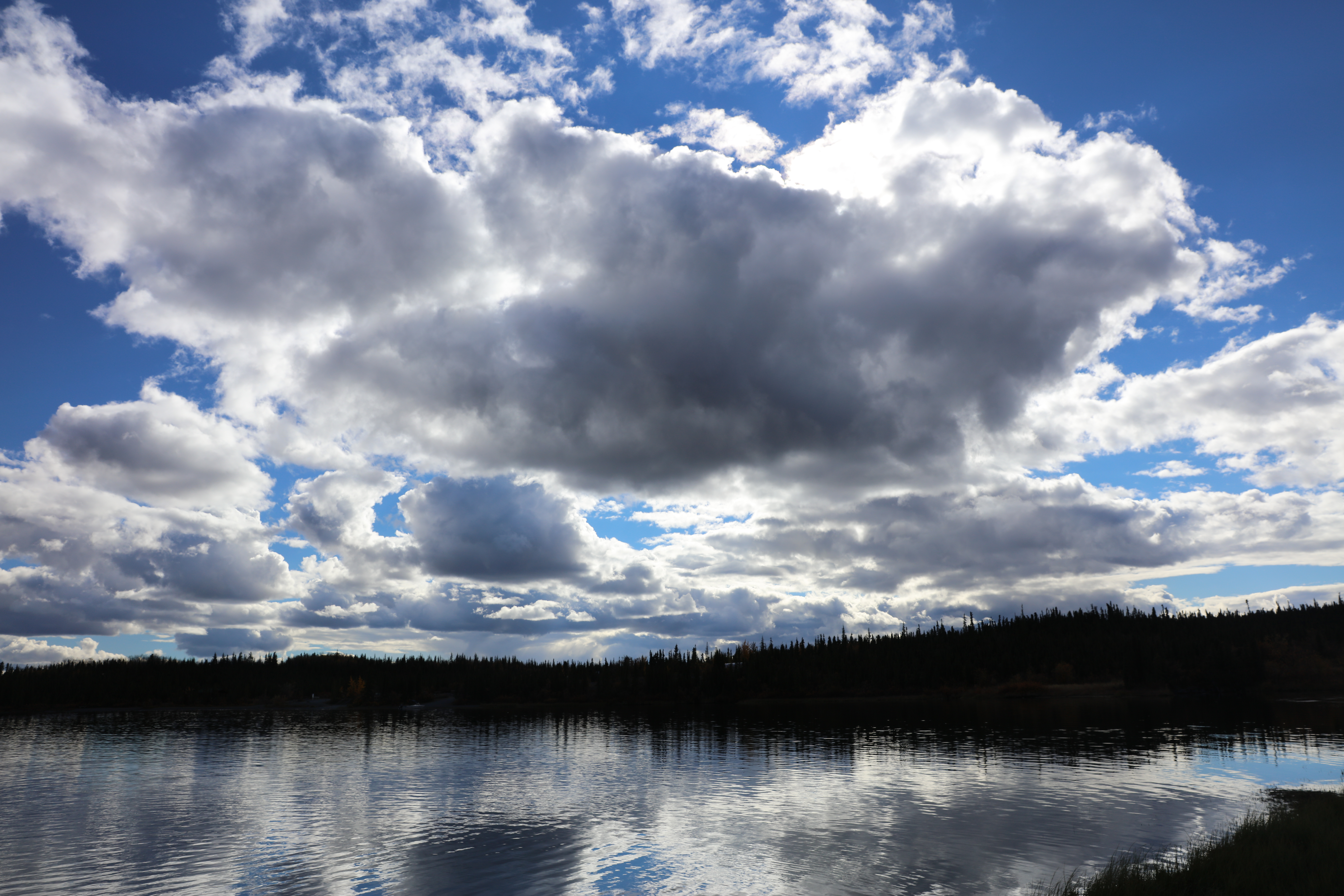
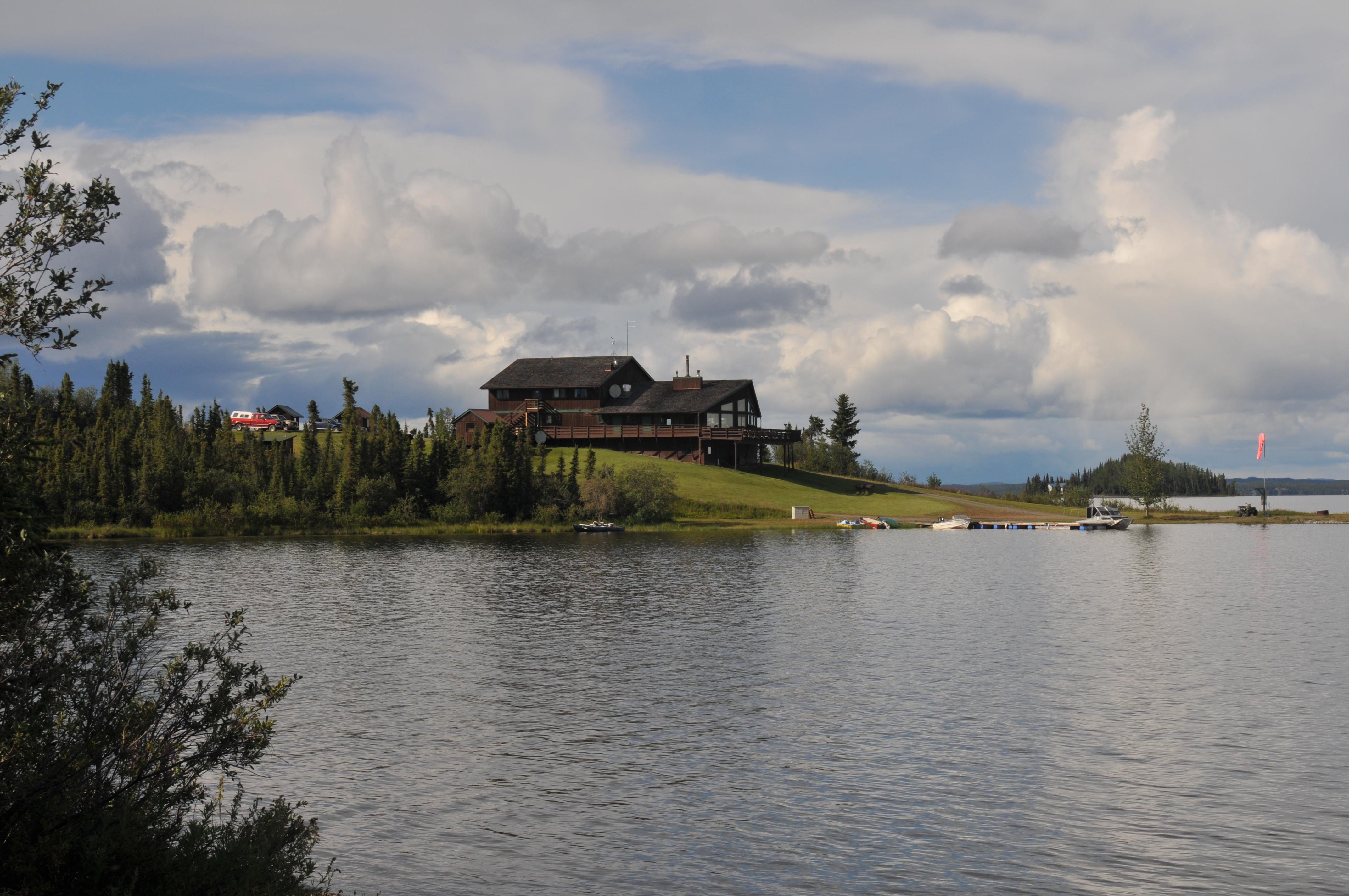
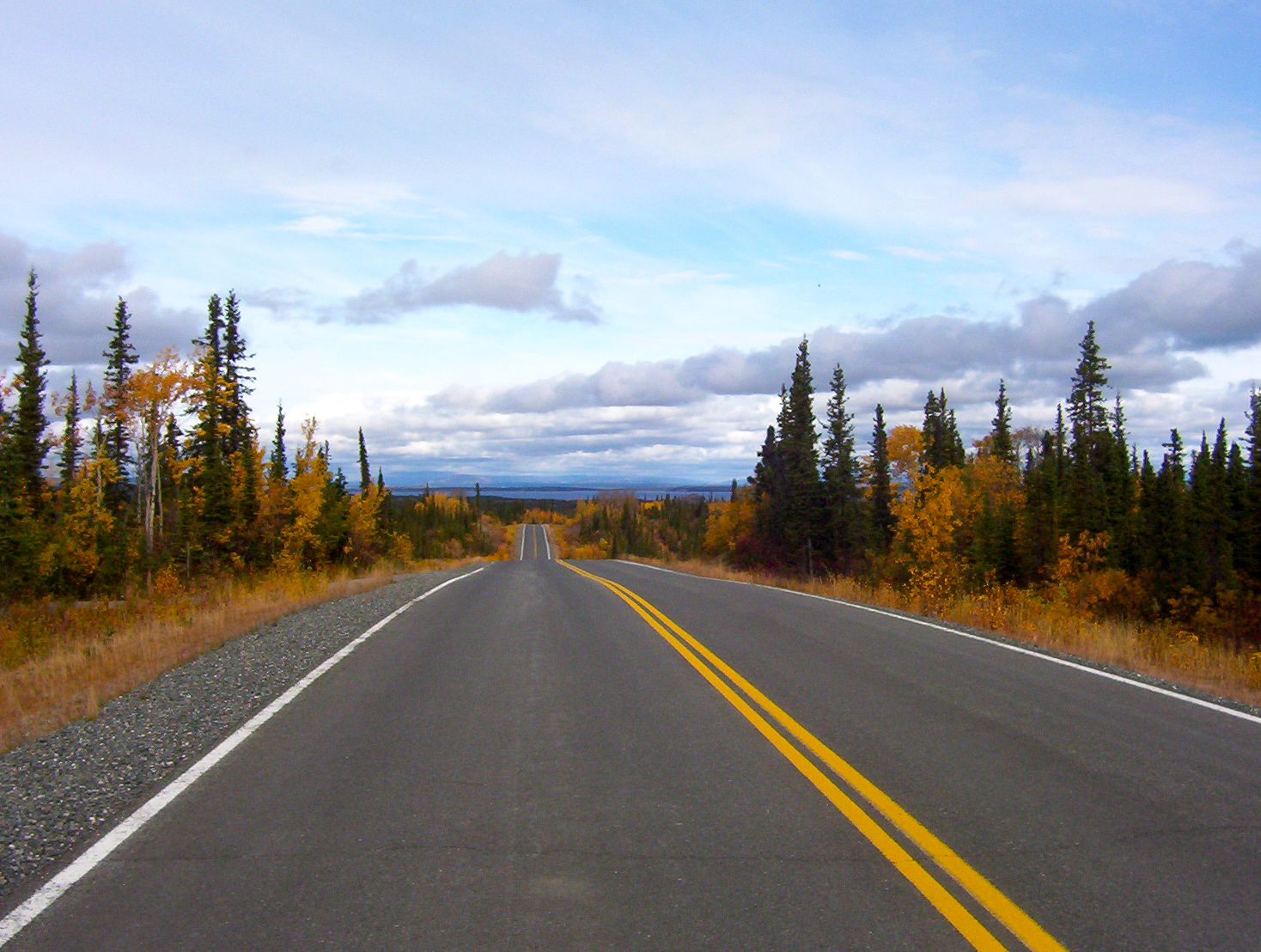